# Tisentnops mineiro
Espèce
Tisentnops mineiro est une espèce d'araignées aranéomorphes de la famille des Caponiidae.

## Distribution
Cette espèce est endémique du Minas Gerais au Brésil,. Elle se rencontre dans des grottes à Moeda, à Itabirito, à Conceição do Mato Dentro, à Santa Bárbara, à Nova Lima, à Rio Acima et à Caeté.

## Description
Tisentnops mineiro est anophtalme. Le mâle holotype mesure 3,6 mm et la femelle paratype 3,8 mm.

## Publication originale
- Brescovit & Sánchez-Ruiz, 2016 : Descriptions of two new genera of the spider family Caponiidae (Arachnida, Araneae) and an update of Tisentnops and Taintnops from Brazil and Chile. ZooKeys, no 622, p. 47-88 (texte intégral).